# 黛ミキ
黛 ミキ（まゆずみ みき、1971年12月12日 - ）は、日本のAV女優。サイズは身長163cm、B:83cm(アンダー65のDカップ)W:57cm、H:84cm。血液型はO型。
1992年にAVデビューを果たしたが、それ以前に夏子名義でブルセラビデオに出演経験あり。自由が丘にある『わたりだこ』と言うキャバクラでバイト中にブルセラショップオーナーからスカウトされる。ポスト飯島愛の本命とされ、30本前後の本番作品をリリース。1994年引退。1968年生まれという説もある。
東京都出身。横浜市出身説もある。

## 略歴
- 1992年10月、『天使の仮面を脱ぎすてて』（クリスタル映像）でAV本番デビュー。
- 当時の宣伝文句には「元モデル」とある。
- 正統派の美形と理想的なバストを持ち、「美巨乳」や「スレンダー巨乳」などのキーワードのさきがけとなった。
- 当時としては珍しいショートカットに髪型を変えて人気AV女優になる。
- 1994年7月1日発売『ファイナルファンタジー・女教師も濡れる街角』（アリス）を最後に惜しまれつつ引退。

## 逸話
- 派手な本番演技が特徴。根強いファンも多く、引退後もDVD化された作品がリリースされている。
- 美声と演技力が評価され、声優としても『妖獣戦線 アドベンチャーKID2 煉獄快楽篇』などで活躍した。
- ポスト飯島愛の呼び声が高かったが、1993年7月の『ギルガメッシュな関係』（ジーダス）と同年11月の『AV（あぶない）ナース物語』（ジーダス）で共演を果たしている。
- 髪型によって別人のように容貌が変わり、初めてショートヘアで撮影に来たときに新人と間違われた。
- 初体験は、雑誌フライデー1993年8月20日号によると「高校2年の夏にラグビー部の彼と」となっているが、「SEXというお仕事」というインタビューでは「中学3年の時に同い年の男の子と興味半分で入れた」と話している。ビデオ『デカパイショップ』冒頭では「16歳の夏休み」となっている。

## 作品

### アダルトビデオ／DVD
| 発売年 | タイトル／発売日                                | メーカー（レーベル） | 監督           | 演技内容                                                                                    |
| ------ | ----------------------------------------------- | -------------------- | -------------- | ------------------------------------------------------------------------------------------- |
| 1992   | 10月22日「天使の仮面を脱ぎすてて」VHS           | クリスタル映像       | 多賀次郎       | 本番／フェラチオ（お掃除フェラ含む）／ハメ撮り本番／露出／玉舐め／69／パイズリ デビュー作品 |
| 1992   | 11月14日「ボディコンヴィーナス」VHS             | ロイヤルアート       | 多賀次郎       | 本番／ダブルフェラ／3P／4P／顎（あご）射／ローションプレー／マスターベーション／パイズリ    |
| 1992   | 11月24日「獲物 セクシャル・バーテンダー」VHS    | KUKI                 | 多賀次郎       | 本番、フェラチオ、イラマチオ、レイプ                                                        |
| 1992   | 12月10日「必殺のカイカン」VHS                   | クリスタル映像       | 村山恭助       | 本番、フェラチオ、ローションプレー、コスチュームプレー                                      |
| 1992   | 12月25日「ラヴジュース は突然に」VHS            | ステラ               | 神野太         | 本番／フェラチオ／コスチュームプレー、日焼け、69                                            |
| 1993   | 1月14日「ワイセツルームへいらっしゃい」VHS      | クリスタル映像       | 村山恭助       | 本番／フェラチオ／騎乗位／バイブ責め／制服プレー／駅弁／隠語連呼                            |
| 1993   | 1月27日「淫謀」VHS                              | KUKI                 | 村山恭助       | レイプ／異物挿入／本番／フェラチオ・イラマチオ                                              |
| 1993   | 2月12日「黛ミキの謝肉祭」VHS                    | VIP                  | 藤本朗         | フェラチオ／本番／騎乗位／ソーププレー／玉舐め／69                                          |
| 1993   | 2月25日「天使がそっとほほ笑んで」VHS            | クリスタル映像       | 村山恭助       | フェラチオ／本番／SMプレー                                                                  |
| 1993   | 3月10日「裏切」VHS                              | KUKI                 | 村山恭助       | 本番／フェラチオ／3P                                                                        |
| 1993   | 3月26日「すすめ!ミキのちんピク女教師」VHS       | コンフィデンス       |                | フェラチオ／本番／コスチュームプレー／フェラ抜き                                            |
| 1993   | 4月08日「天使を淫らに踊らせて」VHS              | クリスタル映像       | 勝川伸         | フェラチオ／本番                                                                            |
| 1993   | 4月23日「デカパイショップ」VHS                  | コンフィデンス       |                | フェラチオ、本番、コスチュームプレー、騎乗位                                                |
| 1993   | 5月14日「舌戦は金曜日」VHS                      | アリスJAPAN          | 藤本邦郎       | フェラチオ／本番                                                                            |
| 1993   | 5月27日「天使の絶叫」VHS                        | クリスタル映像       | 勝川伸         | フェラチオ、本番                                                                            |
| 1993   | 6月11日「ピンピンガール 私を搾って!」VHS        | コンフィデンス       |                | フェラチオ、本番、SM、コスチューム･プレー                                                   |
| 1993   | 6月24日「あげちゃう女医ミキ」VHS                | クリスタル映像       | 勝川伸         | フェラチオ、本番、3P、コスチューム･プレー                                                   |
| 1993   | 7月09日「楽園伝説 黛ミキ」VHS                   | アリスJAPAN          | 小原秋宣       | 本番／フェラチオ／ディープキス                                                              |
| 1993   | 7月22日「黛ミキの逆レイプ」                     | クリスタル映像       | 村山恭助       | 本番／フェラチオ・イラマチオ／レイプ                                                        |
| 1993   | 8月06日「黛ミキのレイプ狂い」VHS                | アリスJAPAN          |                | 本番／フェラチオ・イラマチオ／レイプ                                                        |
| 1993   | 9月25日「キュッと摘んで チク!チク!ビーチク」VHS | コンフィデンス       |                | フェラチオ、イラマチオ、本番                                                                |
| 1993   | 10月15日「フラッシュパラダイス」VHS             | アリスJAPAN          | 鮫島潤市       | 本番／フェラチオ／指入れ                                                                    |
| 1993   | 11月04「いっちゃう家庭教師ミキ」VHS             | クリスタル映像       | 勝川伸         | フェラチオ、本番                                                                            |
| 1994   | 1月14日「女尻 黛ミキ」VHS                       | アリスJAPAN          | 神野太         | フェラチオ／本番／ディープキス                                                              |
| 1994   | 1月14日「SEXカウンセラー ミキ」VHS              | アリスJAPAN          | 勝川伸         | 本番／フェラチオ／SMプレー／幼児プレー                                                      |
| 1994   | 2月18日「若奥様はお尻から」VHS                  | アリスJAPAN          | 神野太         | 本番／フェラチオ                                                                            |
| 1994   | 3月18日「もの欲しいサオ欲しい」VHS              | アリスJAPAN          | 勝川伸         | 本番／フェラチオ／コスチュームプレー                                                        |
| 1994   | 4月22日「Jumpin’Fuck Lady」 VHS                 | アリスJAPAN          | 鮫島潤市       | 本番／フェラチオ                                                                            |
| 1994   | 5月13日「美顔隷嬢 3 」VHS                       | アリスJAPAN          | 神野太         | 本番／フェラチオ                                                                            |
| 1994   | 7月01日「ファイナルファンタジー」 VHS           | アリスJAPAN          | 神野太         | 本番／フェラチオ                                                                            |
| 2001   | 3月23日「黛ミキスペシャル」DVD                  | アリスJAPAN          |                | ベスト盤                                                                                    |
| 2002   | 5月10日「ノーカット4時間!!黛ミキ」DVD           | アリスJAPAN          |                | ベスト盤                                                                                    |
| 2003   | 1月18日「女教師の誘惑」DVD                      | メディアバンク       |                | オムニバス                                                                                  |
| 2008   | 3月14日「アリスピンクファイル 黛ミキ」DVD       | アリスJAPAN          | 神田うさぎ編集 | モザイク改編                                                                                |
| 2009   | 4月25日「アイドル秘宝館」DVD                    | ピースパル           |                | オムニバス                                                                                  |
| 2010   | 3月12日「復刻 SEXカウンセラー ミキ」DVD         | アリスJAPAN          |                | モザイク改編                                                                                |
| 2010   | 7月16日「STAR FILE 黛ミキ」DVD                  | スターゲイト         |                | オムニバス                                                                                  |
| 2012   | 11月23日「レイプ狂い 恥辱の8時間」DVD           | アリスJAPAN          |                | オムニバス                                                                                  |
| 2013   | 4月12日「復刻セレクション淫謀&裏切」DVD         | KUKI                 |                | 2作品収録                                                                                   |
| 2015   | 4月10日「巨乳爆乳アリスBEST 4時間」DVD          | アリスJAPAN          |                | オムニバス                                                                                  |
| 2016   | 7月13日「レイプ強姦BEST12時間」DVD              | アリスJAPAN          |                | オムニバス                                                                                  |

### オリジナルビデオ作品
- アダルトビデオ物語 AVの作り方・教えます（1993年3月26日、徳間ジャパンコミュニケーションズ、監督:神野太）
- AV(あぶない)ナース物語（1993年11月5日、日本ソフトシステム、監督:藤本邦郎）
- ギルガメッシュな関係（1993年7月21日、日本ソフトシステム、監督:中田昌宏）

### テレビ
- 水着でKISS ME（1992年10月3日、テレビ東京系）- 再現ドラマ出演

## 写真集
- HOMMAGE（音楽専科社）1993年6月
- 黛ミキ写真集＝文庫版 （桜桃書房）1993年10月
- Kiss in the dark （TIS）1993年11月
- Melancholy（桜桃書房） 1993年11月
- WILD THINGS （大都エンターテインメント）
- Erotic （大都エンターテインメント）

## 外部サイト
※以下は、18禁サイト
- アリスJAPAN 女優詳細 黛ミキ